# A Master of Craft
A Master of Craft é um filme de comédia mudo britânico de 1922, dirigido por Thomas Bentley, estrelado por Fred Groves, Mercy Hatton e Judd Green. Foi baseado em um romance de W. W. Jacobs.

## Elenco
- Fred Groves - Capitão Flower
- Mercy Hatton - Matilda Tapping
- Judd Green - George
- Arthur Cleave - Joe
- John Kelt - Green
- Roy Byford - Pat
- F. Pope-Stamper - Mate
- Lilian Douglas
- Jerrold Robertshaw
- Eva Westlake
- Ian Wilson